# Dourgne
Dourgne è un comune francese di 1 347 abitanti situato nel dipartimento del Tarn, nella regione dell'Occitania.
Del comune fa parte l'abbazia d'En-Calcat.

## Società

### Evoluzione demografica
Abitanti censiti